# Acidovorax konjaci
Acidovorax konjaci es una especie de bacteria gramnegativa del género Acidovorax. Fue descrita en el año 1992. Su etimología hace referencia a la planta Konjac (Amorphophallus rivieri). Anteriormente conocida como Pseudomonas pseudoalcaligenes subsp. konjaci. Es aerobia y móvil por flagelo polar. Tiene un tamaño de 0,2-0,8 μm de ancho por 1-5 μm de largo. Forma colonias lisas, redondas y de color amarillo pálido. Temperatura óptima de crecimiento de 30-35 °C. Es patógena de plantas. Se ha aislado de la planta Amorphophallus rivieri. 